# クルト・ユルゲンス
クルト・ユルゲンス（ドイツ語: Curd Jürgens, 1915年12月13日 - 1982年6月18日）は、ドイツの俳優。

## 略歴

### 俳優としての特徴

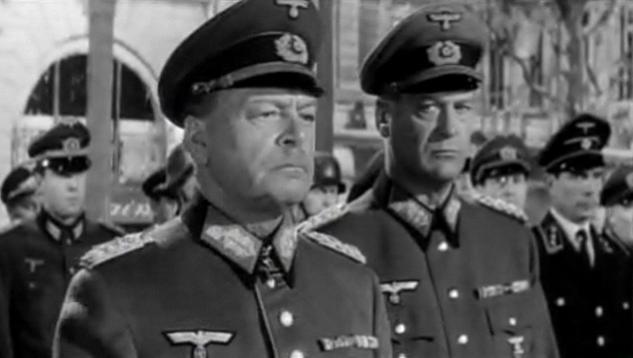
『史上最大の作戦』のブルーメントリット将軍を演じるユルゲンス（1962年）

ミュンヘン郊外のゾルンに、ハンブルクから移り住んだ父親と、教師だった母親の子として生まれる。ベルリンで高校を卒業後、新聞記者となるが、最初の妻で女優のルイーズ・バスラーの勧めにより俳優を志す。
1935年ベルリンのメトロポール劇場で初舞台を踏んだ後、ウィーンのドイツ民衆劇場、ブルク劇場などを遍歴する。映画初出演は1935年の『ワルツの季節』。舞台・映画俳優としてのキャリアを重ねる。
彼はナチスには批判的だったため、1944年にハンガリーの強制収容所に入れられた。
戦後解放され、オーストリア国籍をとり、一時的に新聞記者をした後、1947年にザルツブルクで舞台に復帰し、映画出演も再開した。
1955年のフランス映画『悪の決算』（岸惠子の夫だったイヴ・シャンピ監督）でヴェネツィア国際映画祭 男優賞を受賞、一躍国際的に知られる存在となり各国の映画に出演するようになった。同年のマリア・シェル共演の旧西ドイツ映画『Die Ratten』（日本未公開）は第5回ベルリン国際映画祭でグランプリ（金熊賞）を獲得している。
ハリウッド映画初出演は1957年の『眼下の敵』のドイツUボート艦長フォン・シュトルベルク役。戦争映画ではヒューマンなドイツ将校から貴族的なドイツの将軍といった役どころに重用された。
1958年（昭和33年）3月2日から5日まで来日している。
1950年以降、西ドイツで4本の映画を監督、1976年には自伝を出版している。5度の結婚歴があり、ハンガリー出身のハリウッド女優エヴァ・バルトークもその一人である。
1982年6月18日、ウィーンで心臓発作により死去した。ウィーン中央墓地の32C区に葬られている。BBC制作のテレビシリーズ『スマイリーと仲間たち』が遺作となった。『六番目の幸福』で共演したイングリッド・バーグマンとは生没年が同じである。

### 迷走の1960年代
20世紀フォックスの戦争大作『史上最大の作戦』（1962年）で国際的な知名度が高まると、ナチス・ドイツ軍人役へのタイプ・キャストの傾向が強まって来た。『空軍大戦略』（1969年）と言った大作への起用はまだしも、次第にマカロニ物と呼ばれる低予算のイタリア映画へも出演する様になったが、マカロニ・ウエスタンには縁が無かった。また、米国のテレビ・シリーズ『0011/ナポレオン・ソロ』にもゲスト出演しており、日本では他エピソードと再編集された『0011ナポレオン・ソロ/ミニコプター作戦』（1967年）として劇場公開された。
イタリアのアルベルト・デ・マルティーノ監督の『アルデンヌの戦い』（1967年）やウンベルト・レンツィ監督の『激戦地』（1969年）と言った国際的な名声とは分不相応な低ランクな作品にも出演した。また、ジョルジョ・フェローニ監督の『砂漠の戦場/エル・アラメン』（1968年）にはカナリス提督役でカメオ出演した。当初はロンメル元帥役に配役されていたが、結局はフランス俳優のロベール・オッセンに譲る形となった。
1969年にはユーゴが主導で製作した国際合作戦争大作『ネレトバの戦い』にもナチスの将軍役で顔を見せ、ハーディー・クルーガーやアンソニー・ドースンらと共演した。
1970年代に入るとピーター・グレーヴス主演のスパイ物『クルーズ・ミサイル』（1977年/未/ビデオ）にも起用された。本作は米国が主導の製作だが、イランやイタリア、西ドイツ、スペイン、ユーゴ等の多国籍による合作映画だった。また、西ドイツと英国とユーゴ合作の『戦場の黄金律/戦争のはらわたII』（1978年/未/ビデオ/日本版VHSソフトのジャケットには1983年作品と紹介）にも出演している。

## 主な出演作品
| 公開年 | 邦題 原題                                                              | 役名                                   | 備考                            |
| ------ | ---------------------------------------------------------------------- | -------------------------------------- | ------------------------------- |
| 1935   | ワルツの季節 Königswalzer                                              |                                        |                                 |
| 1948   | モーツァルトの恋 The Mozart Story                                      | ヨーゼフ2世                            |                                 |
| 1955   | 悪魔の将軍 Des Teufels General                                         | ハリー                                 |                                 |
| 1955   | 悪の決算 Les Héros Sont Fatigués                                       | Wolf Gerke                             | ヴェネチア国際映画祭男優賞 受賞 |
| 1956   | 素直な悪女 Et Dieu... Créa la Femme                                    | エリック                               |                                 |
| 1956   | 反乱 Michel Strogoff                                                   | ミハイル・ストロゴフ                   |                                 |
| 1957   | にがい勝利 Bitter Victory                                              | ブランド少佐                           |                                 |
| 1957   | 眼には眼を Oeil pour oeil                                              | ウォルター博士                         |                                 |
| 1957   | スパイ Les Espions                                                     | アレックス                             |                                 |
| 1957   | 眼下の敵 The Enemy Below                                               | フォン・シュトルベルク艦長             |                                 |
| 1958   | 第五戦線・遠い道 Londra chiama Polo Nord                               | バーンズ                               |                                 |
| 1958   | 年頃ですモノ! This Happy Feeling                                       | プレストン・ミッチェル                 |                                 |
| 1958   | ダニー・ケイの戦場のドン・キホーテ Me and the Colonel                  | Colonel Prokoszny                      |                                 |
| 1958   | 六番目の幸福 The Inn of the Sixth Happiness                            | リン・ナン                             |                                 |
| 1959   | 嘆きの天使 The Blue Angel                                              | イマヌエル・ラート教授                 |                                 |
| 1959   | 香港定期船 Ferry to Hong Kong                                          | マーク・バートラム・コンラッド         |                                 |
| 1961   | 皇帝の密使 Le Triomphe de Michel Strogoff                              |                                        |                                 |
| 1962   | 三文オペラ Die Dreigroschenoper                                        | マクベル                               |                                 |
| 1962   | 史上最大の作戦 The Longest Day                                         | ギュンター・ブルーメントリット歩兵大将 |                                 |
| 1963   | 第二次大戦秘話・白馬奪回作戦 Miracle of the White Stallions            | Gen. Tellheim                          |                                 |
| 1963   | 情事の曲り角 Of Love and Desire                                        | ポール・ベックマン                     |                                 |
| 1963   | スエーデンの城 Château en Suède                                        | ヒューゴ・ファルセン                   |                                 |
| 1965   | ロード・ジム Lord Jim                                                  | コルネリウス                           |                                 |
| 1967   | アルデンヌの戦い Dalle Ardenne all'inferno                             | Gen. Edwin von Keist                   |                                 |
| 1967   | 0011ナポレオン・ソロ/ミニコプター作戦 The Five Daughters Affair        | Carl Von Kesser                        | テレビシリーズ                  |
| 1968   | O.S.S.117/殺人売ります Niente rose per OSS 117                         |                                        |                                 |
| 1969   | 世界殺人公社 The Assassination Bureau                                  | Gen. von Pinck                         |                                 |
| 1969   | 激戦地 La Legione dei dannati                                          | Gen. von Reilow                        |                                 |
| 1969   | 空軍大戦略 Battle of Britain                                           | フォン・リヒター男爵                   |                                 |
| 1969   | ネレトバの戦い Bitka na Neretvi                                        | ローリング将軍                         |                                 |
| 1970   | ハロー・グッドバイ Hello-Goodbye                                       | Baron De Choisis                       |                                 |
| 1970   | サンパウロから来た牧師 Der Pfarrer von St. Pauli                       | コンラッド・ヨハンセン                 |                                 |
| 1970   | ガラスの墓標 Cannabis                                                  | アンリ                                 |                                 |
| 1971   | 悪魔のワルツ The Mephisto Waltz                                        | ダンカン・モーブリー・イーライ         |                                 |
| 1971   | ニコライとアレクサンドラ Nicholas and Alexandra                        | ドイツの領事官                         |                                 |
| 1971   | 殺し Kill!                                                             | グリューニゲン                         |                                 |
| 1973   | 墓場にて/魔界への招待・そこは地獄の始発駅 The Vault of Horror          | セバスティアン                         |                                 |
| 1974   | これがピーター・セラーズだ!/艶笑・パリ武装娼館 Soft Beds, Hard Battles | General Von Grotjahn                   |                                 |
| 1976   | ブルース・ダーンの ザ・ツイスト Folies bourgeoises                     | 宝石商                                 |                                 |
| 1977   | 007 私を愛したスパイ The Spy Who Loved Me                              | カール・ストロンバーグ                 |                                 |
| 1978   | クルーズ・ミサイル Missile X - Geheimauftrag Neutronenbombe            | 男爵                                   |                                 |
| 1978   | ジャスト・ア・ジゴロ Schöner Gigolo, armer Gigolo                      | Prince                                 |                                 |
| 1979   | 戦争のはらわたII Steiner - Das eiserne Kreuz, 2. Teil                  | ホフマン                               |                                 |
| 1979   | ゴールデンガール Goldengirl                                            | セラフィン博士                         |                                 |
| 1979   | 替え玉大作戦 La gueule de l'autre                                      | ウフィルフレッド                       |                                 |
| 1981   | テヘラン 43 Tegeran-43                                                 | Maître Legraine                        |                                 |
| 1982   | スマイリーと仲間たち Smiley's People                                   | ウラジミール                           | テレビシリーズ                  |